# Недзялковский, Александр Александрович
Александр Александрович Недзялковский (1831—1888) — инженер-полковник.
Родился в 1831 году в Херсонской губернии. Воспитывался в Александровском кадетском корпусе; высшее образование получил в Николаевской инженерной академии, в которой окончил курс в 1862 году. Вся служба его прошла при Главном инженерном управлении.
Умер 23 апреля (5 мая) 1888 года в Петербурге в звании инженер-полковника, оставив после себя ряд крупных трудов из области строительной механики, переводных и оригинальных; в их числе:
- «Собрание таблиц и формул для инженеров, архитекторов и механиков» (СПб.: Колесов и Михин, 1867—1871);
- перевод А. фон Кавена «Железо, сталь и чугун как материалы мостовых сооружений» (СПб., 1869);
- Сборник правил и формул строительной механики в ее приложениях к мостовым и гражданским сооружениям (СПб.: изд. С. С. Селенинова, 1876. — XXXII, 911 с.);
- перевод Карла Отта (1817—1873) «Основания графического исчисления и графической статики» (СПб., 1871);
- «Собрание правил и формул строительной механики в ее приложениях к мостовым и гражданским сооружениям» (СПб., 1876).